# Oriëntatiereactie
De oriëntatiereactie (OR) kan omschreven worden als een reflexmatige aangeboren reactie op nieuwe, informatieve of intense prikkels uit de omgeving. In plaats van de term oriëntatiereactie spreekt men ook wel van oriënterende reactie, oriëntatierespons of oriëntatiereflex.

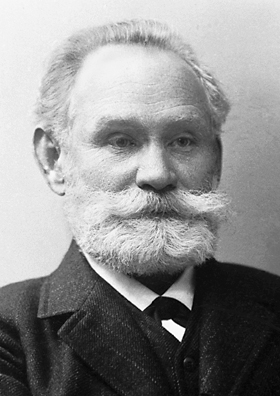
Ivan Pavlov

 De OR is voor het eerst door Ivan Pavlov beschreven in zijn onderzoek naar klassieke conditionering bij dieren. Het spitsen van de oren van een hond in de richting van de bepaalde afleidende geluiden in het laboratorium (bijvoorbeeld het dichtslaan van een deur) noemde hij de 'wat is het'-reflex. Na Pavlov hebben andere Russische geleerden zoals Alexander Luria en Jevgeni Sokolov veel onderzoek naar het verschijnsel OR gedaan. 

## Fysiologische manifestaties
De OR blijkt uit allerlei perifere fysiologische reacties zoals een kortdurende hartslagvertraging, de psychogalvanische huidreflex, vaatvernauwing in de vingers en pupilverwijding. Manifestaties van de OR in het elektro-encefalogram zijn blokkering van het alfa-ritme, en de N2b-component van de event-related potential. Bij jonge baby's is de OR goed te zien in de vorm van het draaien van het hoofd in de richting van bepaalde geluiden in de omgeving. Recent hersenonderzoek heeft aannemelijk gemaakt dat vooral de cortex praefrontalis in de hersenen betrokken is bij oriëntatie op nieuwe of onverwachte prikkels uit de omgeving.   

## Functie van de OR
Vanuit evolutionair perspectief kan  men de  OR zien als een reactie die dieren en mensen voorbereidt op prikkels uit de omgeving die van belang zijn voor het overleven van de soort. De OR kan ook beschouwd worden als een vorm van reflexmatige oriëntatie van de aandacht. Hierbij wordt aandacht niet van binnen uit gericht, maar automatisch opgewekt door een gebeurtenis in de omgeving. Zo blijkt uit reactietijdonderzoek dat men sneller reageert op een bepaalde prikkel in de ruimte, als op dezelfde plek kort tevoren een licht- of geluidssignaal is aangeboden. Deze 'cue' bereidt ons als het ware onbewust voor op een komende gebeurtenis. Ook Sokolov beschouwde de OR als een fysiologisch mechanisme dat het organisme in staat stelt nieuwe informatie beter te verwerken. Dit zou onder meer blijken uit een verlaging van sensorische drempels.

## Habituatie
Bij herhaalde aanbieding van dezelfde prikkel zal de OR afzwakken, hetgeen blijkt uit een geleidelijke afname van de amplitude van de fysiologische reacties. Men spreekt dan van habituatie. 

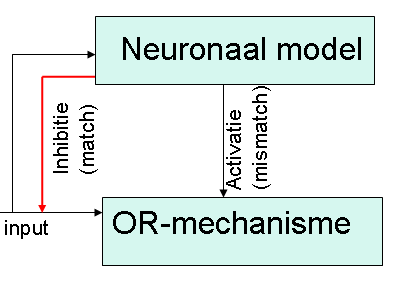
Model van de OR van Sokolov. Rode lijn: inhibitie van de afferente input bij opbouw van neuronaal model

Dit zal bij betekenisloze prikkels eerder optreden dan bij prikkels die een zekere relevantie voor ons hebben. Sokolov beschouwde habituatie niet als een passief proces dat een gevolg is van adaptatie van zintuigreceptoren of vermoeidheid van effectoren (zoals spieren of zweetklieren), maar als een actief 'mismatch'-proces. Mismatch (afwijking) slaat hier op een afwijking tussen een bepaald 'neuronaal model' van de prikkel (een soort geheugenrepresentatie van de prikkel in de hersenen) en de actueel aangeboden prikkel (zie figuur). De mismatch (en OR) is maximaal bij geheel nieuwe prikkels. Bij herhaalde aanbieding van dezelfde prikkel zal, met de geleidelijke opbouw van het neuronaal model (match) ook de mate van afwijking met dit model geleidelijk afnemen. Hierdoor wordt een mechanisme geactiveerd dat de afferente zenuwbanen inhibeert.